# 阿部勇一
阿部 勇一（あべ ゆういち、1968年11月5日 - ）は、日本の作曲家。主として吹奏楽分野で活動している。

## 人物・来歴
1968年、埼玉県所沢市生まれ。秋田県育ち。2013年より滋賀県大津市在住。
『吹奏楽のためのフューチュリズム』が1992年全日本吹奏楽コンクール課題曲に、『ラメセスII世』が第5回朝日作曲賞を受賞し1995年全日本吹奏楽コンクール課題曲に採用される。その後も作曲活動を続け、21世紀の吹奏楽「響宴」やJBA下谷賞などに入選したり、吹奏楽団からの委嘱を受けて作品提供を行ったりなどしている。自作の指揮、指導等も行っている。日本吹奏楽指導者協会会員、21世紀の吹奏楽「響宴」会員、作曲集団「風の会」 会員。

## 作品

### 吹奏楽作品
- 吹奏楽のためのフューチュリズム (1991)
- 凱旋行進曲（1992）
- ラメセスII世 (1994)
- 神の領域 カルナック (1997、秋田県立新屋高等学校委嘱、第7回「響宴」参加[2][3][4])
- パックス・ロマーナ (1999)
- 男鹿絹篩（1999、秋田県立新屋高等学校委嘱、第5回「響宴」参加[5][6][4]）
- 大唐西域記 (2002)
- マルシュ・カプリス（2003、大津シンフォニックバンド委嘱、第8回「響宴」参加[7][8][4]）
- 高尚で優雅な密教団のレーヴリー
- Infinito Fervore（2005、八戸ウインドアンサンブル委嘱、第9回「響宴」参加[9][10][4]）
- 「大唐西域記」より 第二章 －屈支国にて－（クチャにて）（第13回「響宴」参加[11][4]）
- 「大唐西域記」より 第三章 －凌山より大清池へ－ （第14回「響宴」参加[12][4]）
- イル・デ・パン〜瑠璃の海〜 (2011)
- 沈黙の地球 〜レイチェル・カーソンに捧ぐ〜 (2013)
- 北天の陽 〜由利十二頭譚〜 (2013、秋田県由利本荘市立本荘南中学校委嘱)
- ファンタスマゴリア (2014、秋田県由利本荘市立本荘南中学校委嘱)
- 幻想曲〜狐の嫁入り〜（2015、秋田県由利本荘市立本荘南中学校委嘱）
- 千の松明 音絵巻 〜俵藤太大百足退治伝説〜 (2016)
- 交響詩「ヌーナ」 (2016、第20回「響宴」JBA下谷賞受賞[13][4])
- アルマリブレ～大草原パンパの民へ～（2016）
- 黎明のエスキース (2017、大津シンフォニックバンド委嘱、第21回「響宴」参加[14][15][4]）
- ハンドオーヴァー（2017）
- 極海（2017）
- 折鶴（2018）
- われらをめぐる海～レイチェル・カーソンに捧ぐ～（2018、川越奏和奏友会吹奏楽団委嘱、第22回「響宴」参加[16][17][4]）
- ヒロイックストーリー（2018）
- 行進曲「天高く」（2021）

- 祝典のための組曲（2022）
- 交響詩「鯨と海」（2022）
- 洛北幻想「葵」～小編成版～（2022）

### 管楽アンサンブル
- 超絶技巧練習曲 〜クラリネット四重奏のための〜 第1-10番

### ブリティッシュ・ブラスバンド向け作品
- 交響組曲「ラメセスII世」〜英国式ブラスバンド版〜
- 72秒のメッセージ

他